# Gastrodia taiensis
Gastrodia taiensis är en orkidéart som beskrevs av Takasi Tuyama. Gastrodia taiensis ingår i släktet Gastrodia och familjen orkidéer. Inga underarter finns listade i Catalogue of Life.